# 河内弁
河内弁（かわちべん）は、大阪府東部の河内地方（旧河内国）で用いられる日本語の方言である。近畿方言の一種。河内地方を含めた大阪府下は際立った地理的障害もなく、大阪都市圏として経済的・文化的に大阪市との結びつきが強いため、方言も府下一円でほとんど均質である。しかしながら、摂津・河内・泉州など地域ごとの違いも存在し、河内弁ではサ行イ音便、二人称「われ」、疑問の終助詞「け」などが特徴である。

## 方言区画
河内地方は南北に広いため、地域によって若干の違いがある。以下は山本俊治による区分である。
中・北河内方言
北河内方言（枚方市・交野市・四條畷市・守口市・門真市）と中河内方言（大東市・東大阪市・八尾市・ 大阪市東部）に分かれる。特に中河内の方言は河内弁らしいとされる。
北河内地域は京街道が通り、諸文化の交流はもとより人的な交流（嫁入り婿入りや養子縁組など）や物流の行き来も古来から盛んであり、京言葉の影響を受けているらしい。
南河内方言
柏原市・藤井寺市・松原市・羽曳野市・富田林市・河内長野市・大阪狭山市・堺市東部・南河内郡（美原町・太子町・河南町・千早赤阪村）の方言。泉州弁とのつながりもかなり濃厚である。

## 音声
概ね一般的な近畿方言の音声と変わらない。京阪式アクセントであり、母音をはっきりと発音する。「きつね→ケツネ」「○○さん→○○ハン」「えらいことじゃ→エライコッチャ」「ますやろ→マッシャロ」「ですがな→デンガナ」「でおます→デオマ」などの大阪的な音変化は河内弁でも聞かれる。河内弁に特徴的なものとしては、次のものがある。
- 北河内を中心に、「明日→アイサ」「あの人→アノシト→アノイソ」のような [ʃ] の脱落とそれに続く [t] の [s] 化が聞かれる[3]。
- 中・南河内では、紀州弁ほどではないものの「うどん→ウロン」「蓮根→デンコン」「（柔道の）乱取り→ダンドリ」「座敷→ダシキ」「百足→ムカゼ」「人力車→リンリキシャ」「両方→ジョーホー」のような [d]・[r]・[z]・[ʒ] の混同が聞かれる[3]。

## 文法
大まかな文法は大阪市内の大阪弁と共通する。「はよー（早く）」や「こーた（買った）」のようなウ音便、断定「や」（強調の際には「じゃ」）、否定「ん」と「へん」、敬語「はる」など。河内弁に特徴的なものとしては、次のものがある。
- 「貸して→カイテ」「差した→サイタ」のようなサ行五段動詞のイ音便が盛んで、北・中河内ではさらに「カイセ」「サイサ」となる現象がある[4]。
- 丁寧語「ます」の連用形が「行きました→イキマイタ、イキマイサ」となったり、終止形が「行きます→イキマウ」となったりする場合がある[5]。また一部の高齢層では、「ます」の代わりに古風な「まする」や「やす」を用いることがある[6]。
- 丁寧な断定には、共通語の「です」のほかに「だす」も用いる。枚方市などの淀川沿いの地域では、京言葉の「どす」も点々と聞かれる[7]。
- 否定の「へん」が「ひん」や「いん」となることがあり、「いん」は中河内に多い[8]。（例）出やひん／出やいん（出ない）
- 疑問の終助詞として「け」を用いる。大阪市内では男性のぞんざいな表現とされるが、南河内では柔らかく優しい表現とされ、高齢女性も用いる[9]。「ではないか」を表す「やんか」も「やんけ」となる。
- 男性層では、強調の終助詞として「ぞ」の転「ど」を用いる。（例）誰にぬかしとんど、われ？（誰に言っているんだ、お前は？）
- 男性層では、間投助詞に「な（あ）」とともに「のう」を用いる。（例）今日は暑いのう（今日は暑いねえ）
- 男性層では、「けつかる」などの罵倒語を特に意味なく文全体の強調として用いる。そのため、文脈や言い回しによってはただの弄りやツッコミのような表現になることもある。（例）われ、何さらしてけつかるんじゃ！（お前、何をしていやがるんだ！）

## 語彙
- よす - 「寄せる」からか。仲間に入れる。（例）よしてえ（仲間に入れて）
- えらい - 大変、しんどいの意。（例）仕事がえらいのう（仕事がしんどいなあ）
- ちゃありんぼ - 鬼ごっこなどで、体力が弱いために一人前に扱ってもらえない子。東大阪市西部や大阪市東成区で言う。
- ひろうす - がんもどき。「ひりょうず」から。
- われ - 二人称としてかなり高い頻度で用いる[10]。河内弁を代表する語であり、他地域にもよく知られる。派生形として、「われは」の転「わりゃ」や「わら」などが存在する。
- おのれ - 「お前」や「君」など二人称を広く包括して使用される。「おどれ」や「おんどれ」と転訛するほか、「おのれは」の転「おのりゃ」、「おどら」、「おんどりゃ」などの派生も存在する。

## 「怖い」河内弁
河内弁は大阪市内の方言と大きく違わないが、一般に河内弁は「怖い」「汚い」「悪い」などのマイナスイメージを内外で持たれている。河内弁は文学（特に今東光の『河内もの』）やお笑い、ヤクザ映画、ヤンキー漫画などでも乱暴な言葉遣いとして、時に誇張とともにステレオタイプ化され、実際の河内弁に対する誤解やマイナスイメージを助長している。「やんけ」と「われ」を連呼するミス花子の『河内のオッサンの唄』が流行した1976年には、八尾市の市民団体が抗議をして全国的に話題になったこともある。ミス花子自身は出生時から青年期まで奈良県で生活しており、厳密な河内弁の話者ではない。

## 例文
- 1990年に記録された、明治45年生まれの八尾市萱振の男性と調査者（岸江信介）のやりとり[14]。（）は調査者の発言。なお、読みやすさのため、カタカナ表記をひらがな表記に、アクセント記号「」を[]に改め、共通語訳を加えた。
[そら もーな]ー もー [こ]めがな]ー いまわ [もー [げんさんげんさんで] なん[ぼ]も[つくっとらんよ]ーに[おもーて]たか]て [これ こ]め [あまって]きまん]ねん[な]ー
そりゃ もーねー もー 米がねー 今は もー 減産減産で いくらも作っていないように思っていたって これ 米が余ってくるんですよねー
（そうですね）
そら [う]ちだでも なんだっせ [わてで]も [そらー[こ]めわ[つくってまん]ねん[な、
そりゃ うちらでも 何ですよ 私でも そりゃー米は作っているんですよね、
[う]ちも くーだけの[こ]め [じゅーぶ]んにあるほど[つくってまん]ねん [そんで]も やっぱ]り [きょーせーてきに こ]め [かわ]んな]らん はー もー [あれ ことしで]も[なー じゅっキ[ロ]ずつ あ]んた もー [あたまわりで かわ]にゃー[いけめへん]ねん はー [う]ち [こ]め [むしく]て な]んぎ[してた]かて やっぱり [こ]めと[ら]にゃ[いかん [そんだけ こ]め [あまりまん]ねん
うちも 食うだけの米を 十分にあるほど作っているんです それでも やっぱり 強制的に 米を 買わなければならない はー もー あれ 今年でもねー 10キロずつ あなた もー 頭割りで 買わなければいけないんです はー うち 米 虫食って 難儀していたって やっぱり 米を取らなければいけない それだけ 米が 余るんです
（そんだけ余っているのですか）
い[ま]までわ[な]ー もー あ[さ]から [み]な[もー こども] ずーっと[な]ー あ[さ]も[ひ]るも[ばん]も こ]め よ]ーく[て]んけど いま[ま]た [こどもで]も [ほんまに] く[お]ら[しめへんや[ろ、
今まではねー もー 朝から 皆もー 子供 ずーっとねー 朝も昼も晩も 米を よく食ったんだけど 今また 子供でも 本当に 食いませんでしょう、
かい[しゃ]い [いてるも]ん[で]も あ[さ] な[に]もくわ]んと きっ[さ]てんで[な
会社に 行っている者でも 朝 何も食わずに 喫茶店でね
（そうそう、パンでも食べたりね）
[ちょ]っと [モーニ]ングで [そのまま [いてまお]るさ]かい[な
ちょっと モーニングで そのまま 行ってしまうからね
（本当に日本人、米食からパン食に変わりました）
[かわりまし]た もー [そんかわり まー [な]ー むか[し]のこ]とお]もたら もー じゅー[ど]ーどーちゅーのあ[ら]いんだけで[な]ー [は]ー むか[し]わ じゅー[ど]ーどーあっ[た]ー[な、
変わりました もー その代わり まー ねー 昔のことを思ったら もー 重労働というのが無いだけでねー はー 昔は 重労働あったらね、
[パ]ンみたいなもんくて]たら [しごとに]な[ら]いん
パンみたいなものを食っていたら 仕事にならない
（体力もたないということですね）
も[た]ー[しめへん [ま]ー [じ]かんわ[な]がいし[な]ー うん んーなも]ん あんた も]ー [のーは]んきのいそが]しー[じぶん]やっ[た]らもーあさ どく]じから[な、
もちません まー 時間は長いしねー うん そんなもの あなた もー 農繁期の忙しい時分だったらもう朝 6時からね、
あー [ばんの はちじご]ろまで [はたらいて]た
あー 晩の 8時頃まで 働いていた

## 河内弁を使う著名人
- 岡田唯
- 川西賢志郎
- 黒田有
- 今東光
- 高畑充希
- 高本彩
- つんく♂
- 豊川悦司
- 溝端淳平 - 正確には隣県の橋本市出身だが、南河内に隣接するため、河内弁に近い会話をする。
- 未知やすえ